# Iwona Chmielewska
Iwona Chmielewska (ur. 5 lutego 1960 w Pabianicach) – polska autorka i ilustratorka książek dla dzieci i dorosłych. Tworzy głównie autorskie książki picture book, których większość jest wydawana w Korei Południowej, gdzie znana jest jako 이보나 흐미엘레프스카.

## Życiorys
Chmielewska studiowała grafikę na Uniwersytecie Mikołaja Kopernika w Toruniu i zaczęła ilustrować w 1990 r. Jej pierwszymi publikacjami były książki z poezją dla dzieci. W Bolonii w roku 2000 Chmielewska spotkała się z agentem literackim Korei Południowej, Jiwone Lee. To spotkanie zaowocowało 14 książkami z obrazkami Chmielewskiej w Korei Południowej. Jedną z jej najbardziej popularnych książek w Korei Południowej jest „Thinking ABC” (2007). 
Blumkas Tagebuch  (2011) jest pierwszą  książką Chmielewskiej, która ukazała się w języku niemieckim. To opowieść o życiu w warszawskim domu dziecka, pediatry i pedagoga polsko-żydowskiego pochodzenia, Janusza Korczaka zapisana w formie dziennika. Fabuła rozgrywa się w trakcie dwudziestolecia międzywojennego i w czasie wojny. Zaprezentowała tę książkę w marcu 2012 w ramach Lipsk Czyta, w lipcu 2012 podczas festiwalu Białe Kruki 2, a we wrześniu 2012 roku podczas 12. Międzynarodowego Festiwalu Literatury w Berlinie.
Chmielewska mieszka i pracuje w Toruniu.

Iwona Chmielewska należy do Stowarzyszenia Unia Literacka. 

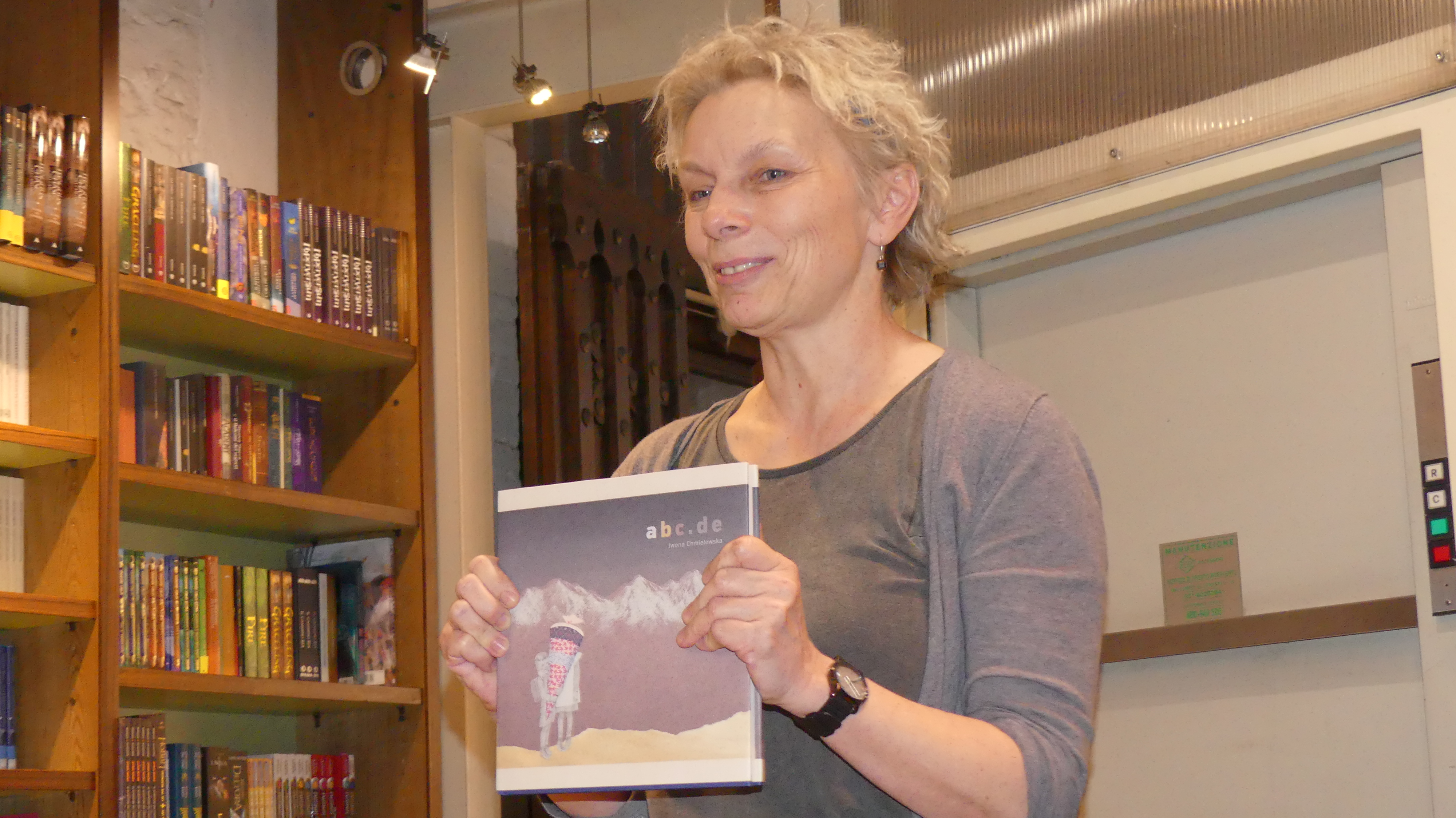
Iwona Chmielewska, 2016

## Książki wydane w Polsce
- O wędrowaniu przy zasypianiu, wyd. Hokus-Pokus, 2006
- Pamiętnik Blumki, wyd. Media Rodzina, Poznań 2012
- Kłopot, wyd. Wytwórnia, Warszawa 2012
- Cztery strony czasu, wyd. Media Rodzina, Poznań 2013
- O tych, którzy się rozwijali, wyd. Media Rodzina, Poznań 2013
- Cztery zwykłe miski, wyd. Format, 2013
- Dwoje ludzi, wyd. Media Rodzina, Poznań 2014
- Królestwo dziewczynki, wyd. Entliczek, 2014
- Oczy, wyd. Warstwy, 2014
- Na wysokiej górze (ilustracje do tekstów Krystyny Miłobędzkiej), Wydawnictwo Miejskie Posnania, 2014 i Wydawnictwo Wolno 2017[5]
- W kieszonce, wyd. Media Rodzina, Poznań 2015
- abc.de, wyd. Warstwy, Wrocław 2015
- Obie (tekst: Justyna Bargielska), Wydawnictwo Wolno 2016[6]
- Jak ciężko być królem (na podstawie Króla Maciusia Pierwszego Janusza Korczaka), Wydawnictwo Wolno 2018[7]
- Kołysanka na cztery, Wydawnictwo Wolno 2018[8]
- Mama zawsze wraca (tekst: Agata Tuszyńska), Wydawnictwo Dwie Siostry 2020[9]
- Gdzie jest moja córka, Wydawnictwo Format 2020[10]
- Taki teatr, tekst: Paweł Kowalski, wydana przez Teatr Horzycy w Toruniu 2020

## Nagrody i wyróżnienia
Chmielewska została uhonorowana międzynarodowymi nagrodami ilustracji sztuki takimi jak: Złote Jabłko na Biennale Ilustracji w Bratysławie (2007) i trzy razy w Bolonii na Targach Książek Dziecięcych (2011  2013 2020). Otrzymała nominację do Nagrody Niemieckiej Literatury dziecięcej w kategorii bajki oraz nominację do nagrody Hansa Christiana Andersena przyznawanej co dwa lata przez IBBY. Za Jak ciężko być królem wyróżniona nagrodą Polish Graphic Design Awards 2018 w kategorii Projektantka Roku, nominowana do nagrody PTWK Najpiękniejsze Książki Roku 2018 w kategorii książka dla dzieci i młodzieży. Za książkę „Kołysanka dla babci” otrzymała Bologna Ragazzi Award 2020 w kategorii New Horizons.
Jej prace były prezentowane na licznych wystawach, w tym w Bolonii, Bratysławie, Frankfurcie, Monachium, Rzymie, Seulu, Tokio i Warszawie.

## Opracowania
Jerzy Jarniewicz, „Iwona Chmielewska pokazuje słowa” [w:] Podsłuchy i podglądy, Instytut Mikołowski, Mikołów 2015
Agnieszka Kwiatkowska, Jak narysować pamięć? Zagłada w polskich ilustrowanych książkach dla dzieci, „Porównania” 1/2021.